# 기리메가와촌
기리메가와촌(切目川村)은 와카야마현 히다카군에 있던 촌이다. 현재의 이나미정 동부에 해당한다. 1956년 합병을 기점으로 촌 구역이 달라졌다.

## 역사
- 1889년 4월 1일 - 정촌제 시행에 의해 8촌의 구역을 가지고 성립하였다.
- 1956년 9월 30일 - 분할에 의해 3개의 오아자가 기리메촌과 합병해, 기리메가와촌이 성립, 일부는 마즈마촌과 합병해 아스미촌이 성립하여, 동일 기리메가와촌 (제1차)은 폐지되었다.
- 1957년 8월 1일 - 구 이나미정, 아스미촌과 합병해, 새로운 이나미정이 성립하여, 동일 기리메가와촌(제2차)은 폐지되었다.

## 교통

### 철도
1차 마을권역에는 철도 노선이 지나지 않았다. 2차 마을권역에는 아래와 같은 역이 있다.
- 일본국유철도
  - 기세이 니시선 (현 기세이 본선)

### 도로
현재는 구촌지역(2차)에 한와자동차도 이나베 휴게소(상행선)가 있지만, 당시에는 미개통 상태였다.

## 참고문헌
- 角川日本地名大辞典 30 和歌山県